# Nimiokoala
Nimiokoala — вимерла сумчаста тварина, тісно споріднена з сучасною коалою, яка населяла північно-західний Квінсленд на початку-середньому міоцені (23–16 мільйонів років тому). Поряд з видами сестринського роду Litokoala, Nimiokoala є найменшим представником родини Phascolarctide. На основі кладистичного аналізу Nimiokoala є одним з найбільш базальних родів Phascolarctide. Він вимер через зміну клімату, коли навколишнє середовище стало посушливішим. Ймовірно, у Nimiokoala була більш узагальнена дієта, ніж у сучасних видів, але точні харчові переваги невідомі.